# Jedi’ot Acharonot

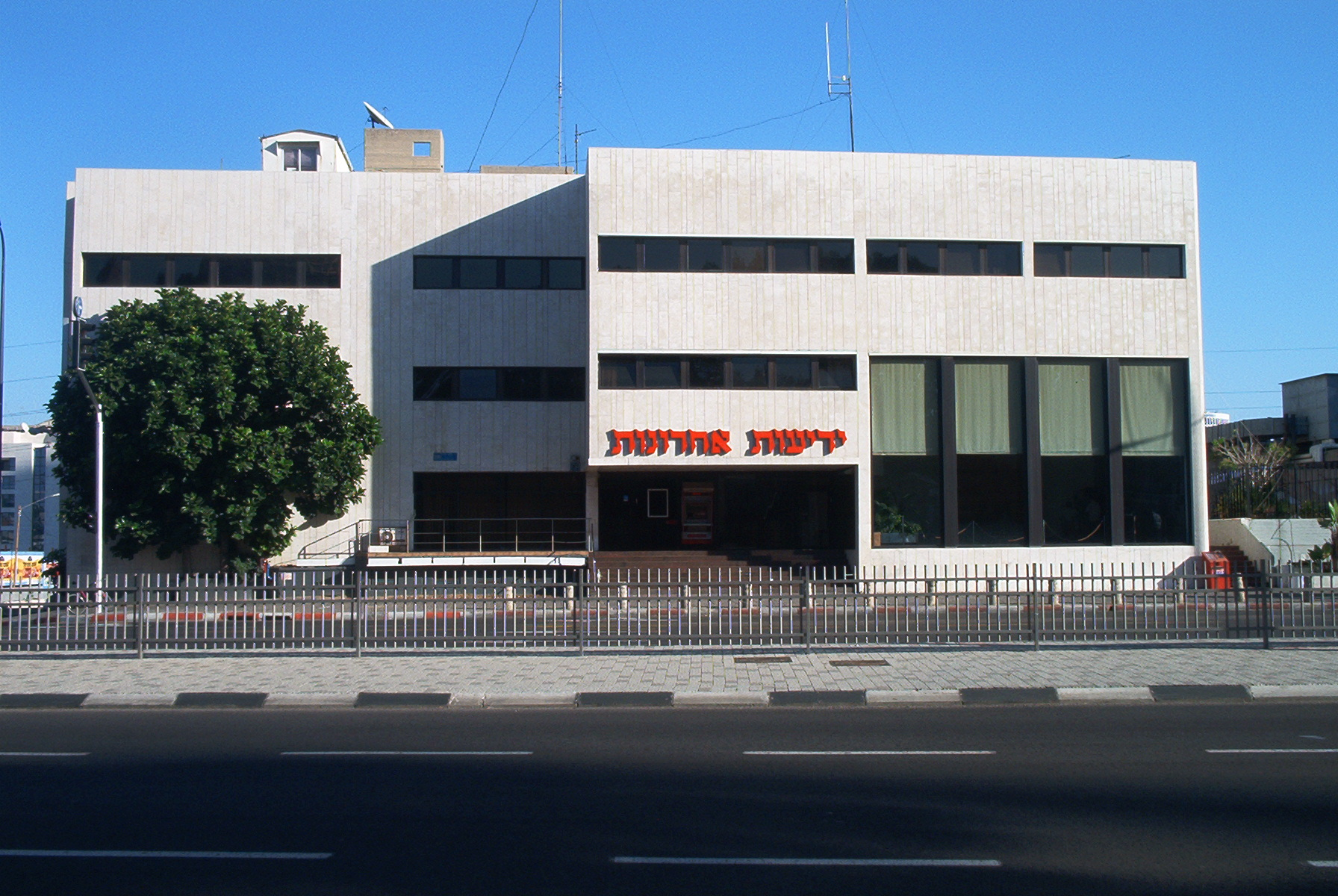
Sitz von Jediʿot Acharonot in Tel Aviv

Die Jediʿot Acharonot (ⓘ, hebräisch יְדִיעוֹת אַחֲרוֹנוֹת Jədīʿōt Acharōnōt, deutsch ‚Letzte Nachrichten‘, englische Umschrift Yedioth Ahronoth) sind eine hebräischsprachige Tageszeitung in Israel. Die Jediʿot Acharonot sind das Flaggschiff der Jediʿot-Gruppe, die sich im Mehrheitsbesitz der Familien Mozes und Fishman befindet und heute der größte Presse- und Buchverlag in Israel ist.
Seit den 1970er Jahren waren die Jediʿot Acharonot die auflagenstärkste und meistgelesene Tageszeitung des Landes (vor dem Maʿariv und Haʾaretz), wurde jedoch im Jahr 2010 durch die kostenlos verteilte  Israel HaYom des Casino-Moguls Sheldon Adelson auf Platz 2 verdrängt.

## Geschichte
Das Blatt wurde am 11. Dezember 1939 von Nachum Komarov als eine der ersten privaten Zeitungen Palästinas gegründet. Kurze Zeit später übernahm Yehuda Mozes die Zeitung. Erster Geschäftsführer war dessen Sohn Noach Mozes. In den ersten Jahren erschien sie zweimal täglich. Herausgeber ist heute Arnon Mozes, der Sohn von Noach Mozes.
Einer der ersten Chefredakteure war der aus Leipzig stammende Journalist Esriel Carlebach (1909–1956), der 1948 mit einer Gruppe von Journalisten das Blatt verließ und seine eigene Zeitung Jediʿot Maʿariv gründete, heute der größte Konkurrent (um Verwechslungen zu vermeiden, später in Maʿariv umbenannt). Nachfolger von Carlebach bei den Jediʿot Acharonot wurde Herzl Rosenblum. Der Sohn von Rosenblum, Moshe Vardi, war 13 Jahre lang Chefredakteur, 2005 wurde er abgelöst von Rafi Ginat. Seit April 2007 ist Shilo De-Beer in dieser Position. Unter den früheren Korrespondenten war Elie Wiesel, Friedensnobelpreisträger von 1986, der ab 1952 aus Paris, ab 1956 von den Vereinten Nationen aus New York berichtete.

## Verbreitung und Ausrichtung
Anfang der 1980er Jahre erreichten die Jediʿot Acharonot die höchste Auflage, rund 230.000 verkaufte Exemplare. Im Jahre 2008 erzielte die Zeitung an Werktagen eine Verbreitung von rund 34 %, an Freitagen von rund 49 %. Sie wurde damals von mehr als der Hälfte aller Leser hebräischsprachiger Zeitungen gelesen.
Die politische Ausrichtung der Zeitung gilt als gemäßigt konservativ. Von Gründung der Kadima-Partei im Jahr 2005 an (bis zu ihrer Auflösung 2015) waren häufig wohlwollende Kommentare bezüglich der Politik ihrer Spitzenpolitiker wie Ariel Scharon, Tzipi Livni und Schaʾul Mofas zu lesen.